# لوسيو فلافيو دا سيلفا اوليفا
لوسيو فلافيو دا سيلفا اوليفا المعروف ب ( لوسيو فلافيو ) (مواليد 29 أغسطس 1986) لاعب كرة قدم برازيلي يلعب كمهاجم .

## روابط خارجية
- لوسيو فلافيو دا سيلفا اوليفا على موقع دوري كوريا الجنوبية (الإنجليزية)
- لوسيو فلافيو دا سيلفا اوليفا على موقع قاعدة بيانات كرة القدم.إي يو (الإنجليزية)
- لوسيو فلافيو دا سيلفا اوليفا على موقع Soccerway.com (الإنجليزية)